# Pedro de Castro y Figueroa
Pedro de Castro y Figueroa, duc de la Conquista et marquis de Gracia Real (ca. 1685, San Julián de Cela, La Corogne, Espagne—22 août 1741, Mexico) est un officier de l'armée espagnole puis Vice-roi de Nouvelle-Espagne du 17 août 1740 au 22 août 1741.

## Carrière militaire
En récompense de ses faits d'armes, le roi Philippe V le fait marquis de Gracia Real le 4 octobre 1729. Charles VII, roi des Deux-Siciles (qui deviendra plus tard Charles III d'Espagne), lui confère le titre de duc de la Conquista le 4 octobre 1735. En Espagne, il est lieutenant-colonel des gardes royaux de l'infanterie, puis maréchal de camp, et enfin capitaine général des armées. Il devient ensuite grand Chambellan du roi et président de l'Audiencia. Il est chevalier de l'ordre de Santiago et San Genaro.

## Vice-roi de Nouvelle-Espagne

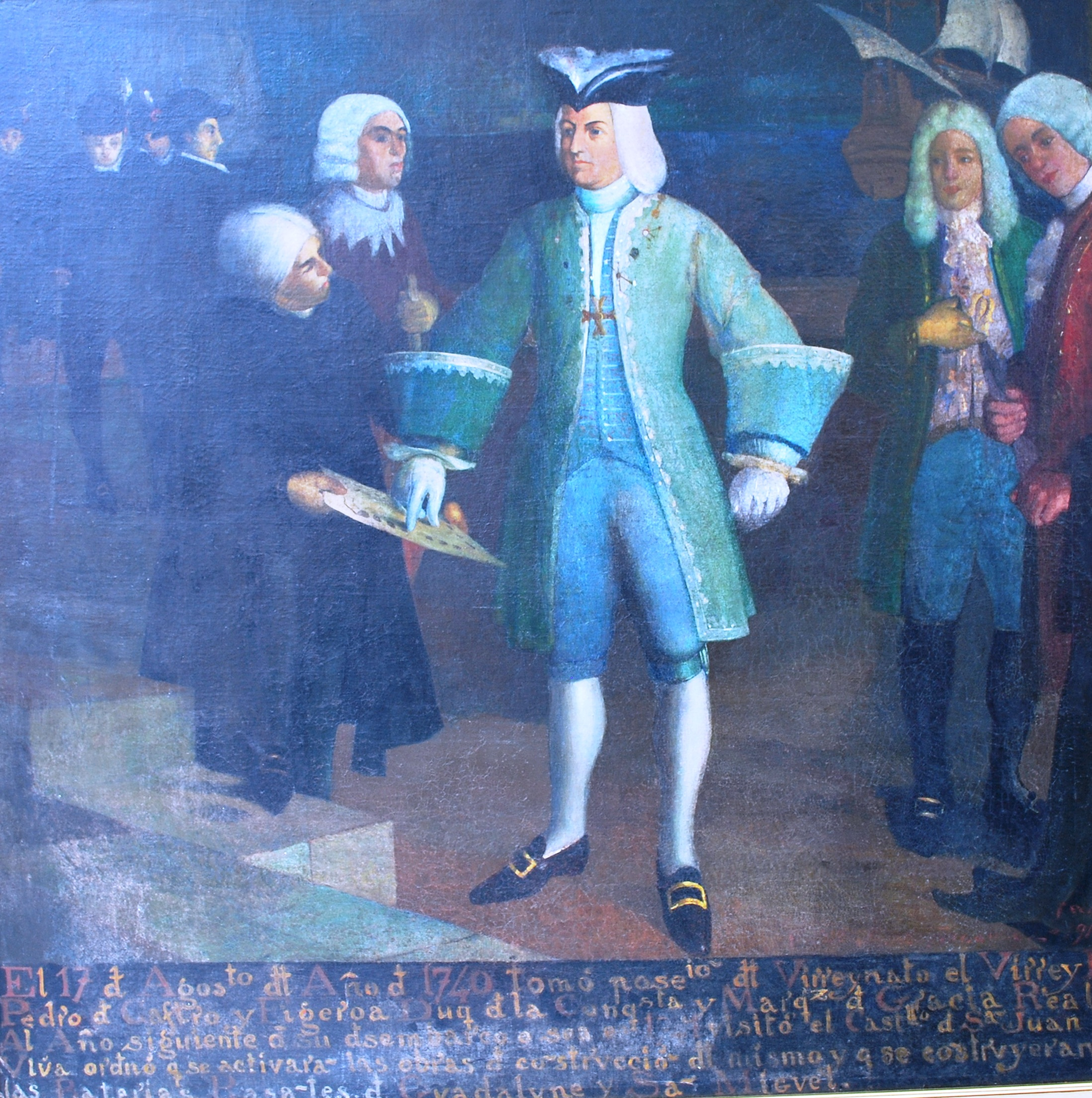
Peinture de Miguel Angel Fernandez représentant le vice-roi Pedro de Castro ordonnant la construction du fort San Juan de Ulua à Veracruz. Exposée au Musée d'histoire navale de Mexico.

Il est nommé vice-roi de Nouvelle-Espagne, par Philippe V, en 1740 pour remplacer Juan Antonio de Vizarrón y Eguiarreta. Le navire marchand hollandais qui l'emmène en Nouvelle-Espagne est arraisonné par une frégate britannique près de Porto Rico, mais lui-même et quelques passagers réussissent à fuir dans un canot, évitant ainsi d'être capturé. Dans l'aventure, il perd cependant ses bagages, contenant ses lettres de créance ainsi que les ordres et instructions du roi. Il parvient à San Juan (Porto Rico) sans papiers. Il se rend ensuite à Veracruz, où il arrive le 30 juin 1740. Depuis Veracruz, il écrit à l'archevêque et vice-roi, Juan Antonio de Vizarrón, qui le reconnait comme nouveau vice-roi. Il fait son entrée formelle à Mexico le 17 août 1740.
Pour compenser la perte de ses biens, pris par les Anglais, la Couronne augmente son salaire au niveau de celui du vice-roi du Pérou.
Lors de son mandat, il améliore les mines de Zacatecas en renforçant leur système de drainage; soutient les missions aux Philippines; fait draguer et creuser le port de Veracruz ; et prend en charge les coûts occasionnés par un millier de soldats envoyés par l'Espagne pour protéger Cuba des Anglais.
Le nouveau vice-roi découvre que sa colonie est mal défendue et sujette aux attaques des Français au nord et des Anglais sur les côtes de la Caraïbe. Il renforce, par l'envoi de 300 hommes et provisions, les garnisons de St. Augustine en Floride (récemment attaquées par les Anglais).
Le contre-amiral britannique, Edward Vernon, a fortement perturbé les échanges entre l'Espagne et les "Indes" en prenant Portobelo, Panama en 1739, et en assiégeant Carthagène (Colombie), qu'il ne parvient toutefois pas à conquérir. Craignant que Veracruz ne soit sa future victime, Castro y Figueroa ordonne la construction de nouvelles batteries d'artillerie à San Juan de Ulúa, l'envoi d'approvisionnement, la levée d'une milice et d'un bataillon d'infanterie de marine baptisé La Corona. Il se rend personnellement à Veracruz pour y superviser ces mesures, mais rapidement il est terrassé par une dysenterie hémorragique. On le ramène à Mexico, où il meurt le 22 août 1741.
L'Audiencia prend alors en charge le gouvernement de la colonie en attendant l'arrivée d'un nouveau vice-roi, son président, Pedro Malo de Villavicencio, assurant l'intérim au poste de vice-roi jusqu'en 1742. Castro y Figueroa repose dans le couvent de La Piedad, au sud de Mexico.